# Mendus
Mendus, tidigare Immunicum AB, är ett svenskt-nederländskt börsnoterat biotekniskt forskningsföretag med forskningslaboratorium i Leiden i Nederländerna. Det grundades 2002 och arbetar inom området "allogen dendritcellsbiologi" (allogen= "härstammande från annan individ av samma art". Dess aktier handlas på Stockholmsbörsen.
Immunicum grundades i Sverige 2002 som en avknoppning från Sahlgrenska Universitetssjukhuset i Göteborg, där immunologiska forskare studerat processen för hur kroppen stöter bort ett transplanterat organ. Utgångspunkten var att utnyttja en sådan avstötningsprocess för att förmå kroppen att stöta bort egna tumöromvandlade celler. 
Efter samgående med nederländska immunterapibolaget DCprime 2020 avses forskning och processutveckling huvudsakligen att ske vid bolagets anläggning i Leiden. Forskningen inriktas på medel mot svårbehandlade etablerade fasta och blodburna tumörer och vaccin mot tumöråterfall. 
Immunicums aktie noterades 2013 handlats på Stockholmsbörsens First North-lista och noteras från 2018 på Small Cap-listan.
Immunicum bytte namn till Mendus i juni 2022.